# Plaxiphora tulearensis
Plaxiphora tulearensis är en blötdjursart som beskrevs av Eugène Leloup 1981. Plaxiphora tulearensis ingår i släktet Plaxiphora och familjen Mopaliidae.
Artens utbredningsområde är Madagaskar. Inga underarter finns listade i Catalogue of Life.